# Au café du port

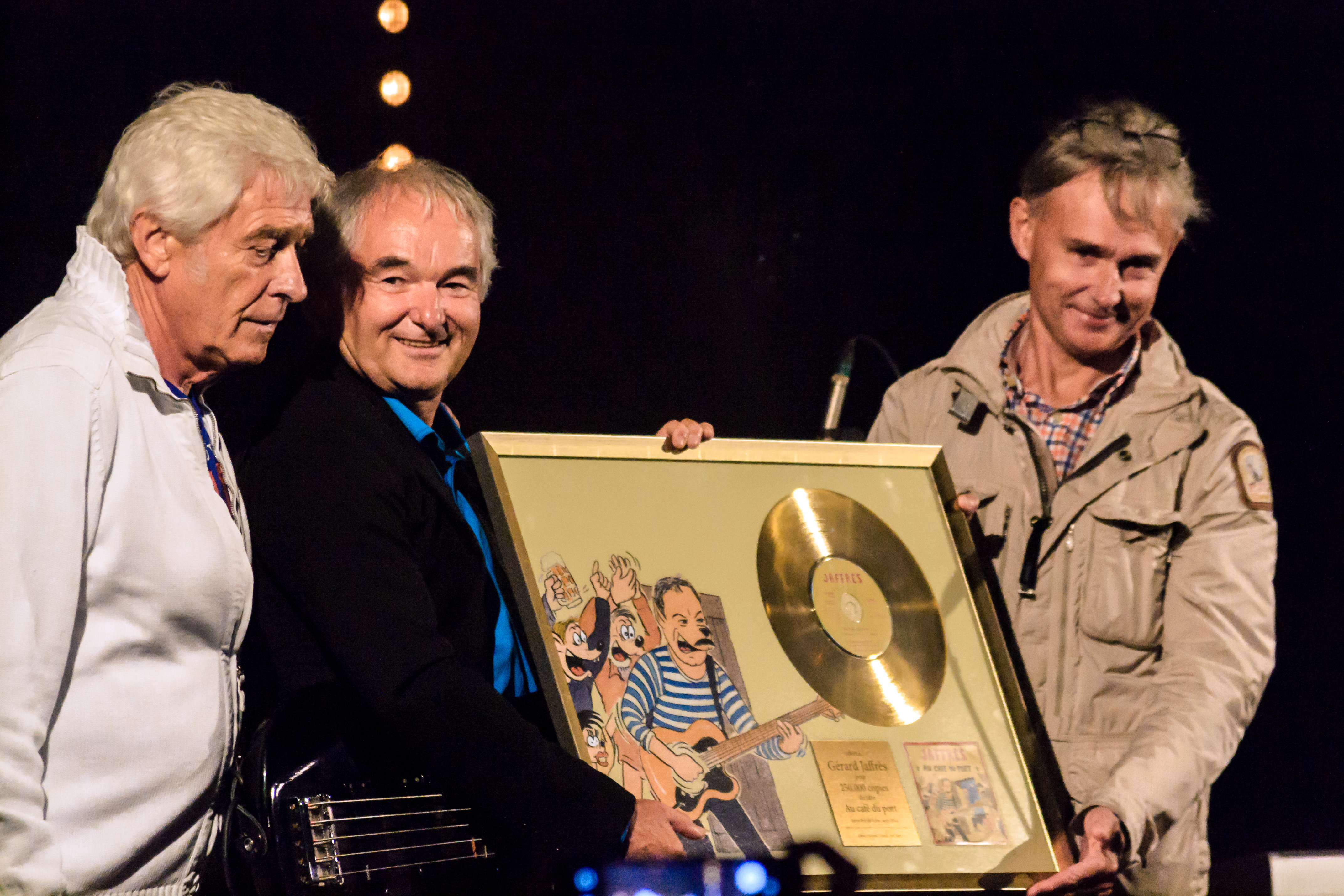
Le single de Gérard Jaffrès est certifié disque de platine en 2016.

Au café du port est une chanson écrite et interprétée par Gérard Jaffrès sur une musique composée par Pascal Bosmans. Jan Neef, producteur flamand du groupe Abba, convainc Gérard Jaffrès de sortir cette chanson, écrite en 1989 sous le titre Café du Phare. En 1997, Yves Segers écrit les paroles en néerlandais (Café « de Zwaan »). Au café du port sort en single en 1998 (par Tonican en Belgique) puis sur l'album Au creux de ma terre (Coop Breizh). En 1998, Gérard Jaffrès joue la chanson à l'émission « Sur un air d'accordéon » avec Michel Pruvot sur France 3 . Le single est certifié disque de platine pour 250 000 exemplaires.

## Interprétations

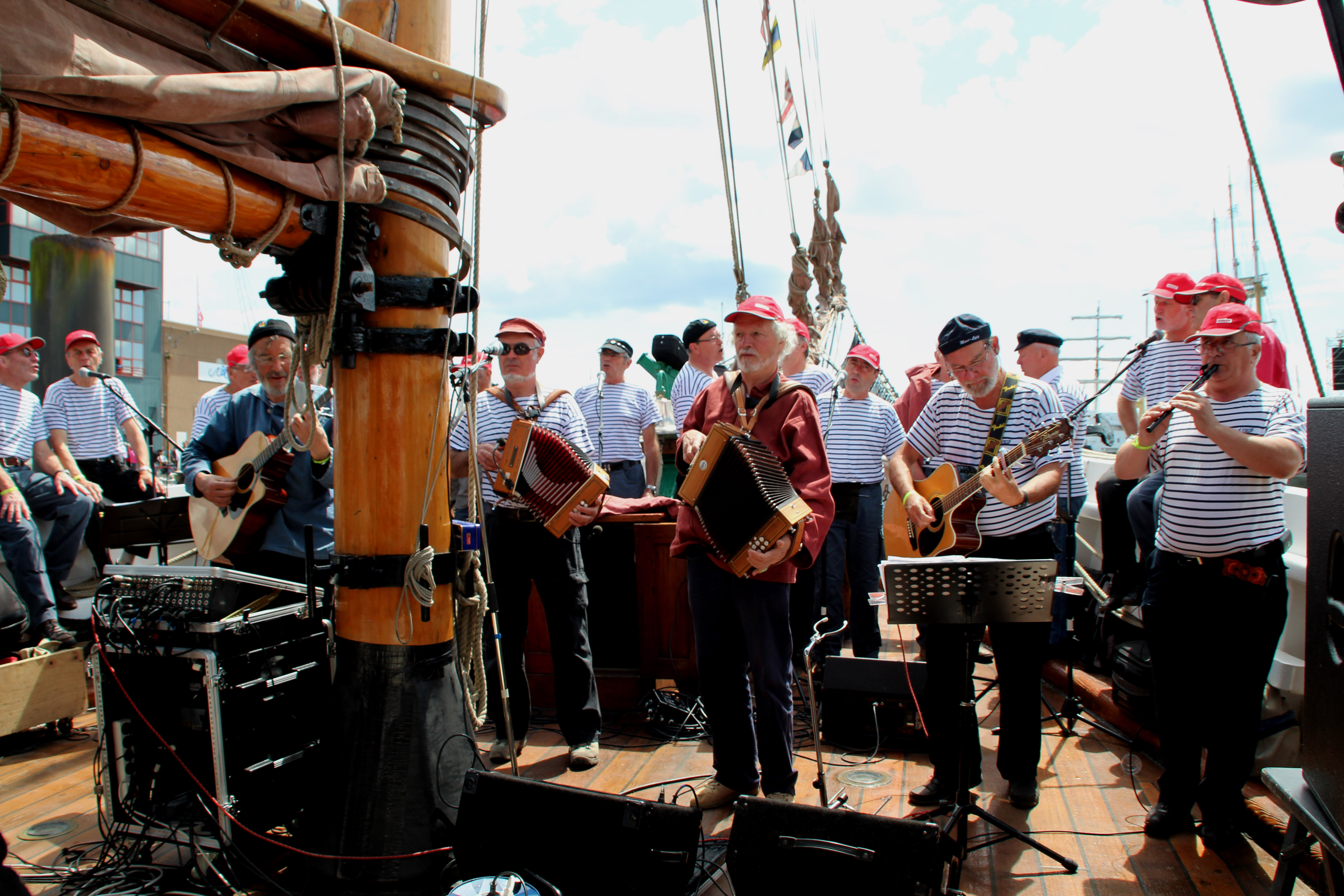
Groupe À Virer à Brest 2012

La chanson est inscrite au répertoire de 67 groupes de chants de marins selon le rescencement de la Sacem : Des Gars de Vaugon, Les Copains du Bord, Les Gourlazous, Les Voix du Four, Moby Dick, Les Cap'Horniers de la Rance, Ar Vaskodenn, Bienvenue à Bord, Les Marins du Bout du Monde, Krog e Barzh, À Virer, Vents d'Iroise, Lak a Barh, Gwen Aod, Kan a Tao, Rue du Quai, Bienvenue à bord, Les Mat'lots, Norai... 
Elle peut s'interpréter sous forme de valse pour animer les bals, comme le fait Christophe Rambour.